# سئورینو ریگونی
سئورینو ریگونی (ایتالیایی: Severino Rigoni; ۳ اکتبر ۱۹۱۴ – ۱۴ دسامبر ۱۹۹۲) دوچرخه‌سوار اهل ایتالیا بود.
وی در مسابقات کشوری و بین‌المللی در مجموع برندهٔ ۱ مدال نقره شده‌است.